# Chanson pour les enfants l'hiver

Chansons pour les enfants l'hiver est un poème de Jacques Prévert publié en 1946 au sein du recueil Histoires.
Dès 1949, ce poème a inspiré le quatuor vocal français Les Frères Jacques qui en a repris le texte pour le chanter sur une musique de Joseph Kosma, après l'avoir légèrement modifié. Germaine Montero l'a chanté en 1953 ; ce poème a inspiré un livre pour enfants en 2014.
Ce poème est fréquemment donné à apprendre par cœur aux enfants scolarisés en école maternelle et primaire.  

## Texte du poème de Jacques Prévert
Le texte de ce poème est publié aux éditions Gallimard en 1946, au sein du recueil Histoires, et réédité en 1963.
Le texte de ce poème, donné fréquemment à l'apprentissage de la mémoire aux enfants des écoles maternelles et primaires de France et Belgique est le suivant :
Dans la nuit de l'hiver  

Galope un grand homme blanc.  

C'est un bonhomme de neige  

Avec une pipe en bois,  

Un grand bonhomme de neige  

Poursuivi par le froid.

Il arrive au village.  

Voyant de la lumière  

Le voilà rassuré.  

Dans une petite maison  

Il entre sans frapper,  

Et pour se réchauffer,  

S'assoit sur le poêle rouge,  

Et d'un coup disparaît  

Ne laissant que sa pipe  

Au milieu d'une flaque d'eau,  

Ne laissant que sa pipe  

Et puis son vieux chapeau.
Ce poème est chanté par Germaine Montero en 1956, œuvre reprise dans l'album Jacques Prévert... Paroles et chansons publié en 2017.

## Texte chanté par les Frères Jacques
Les Frères Jacques modifient le texte, en y ajoutant des répétitions, et le chantent sur une musique composée par Joseph Kosma en 1949.
L'enregistrement est republié en 1996.
Dans la nuit de l'hiver

Galope un grand homme blanc

Galope un grand homme blanc

C'est un bonhomme de neige

Avec une pipe en bois

Un grand bonhomme de neige

Poursuivi par le froid

Il arrive au village

Il arrive au village

Voyant de la lumière

Le voilà rassuré

 

Dans une petite maison

Il entre sans frapper

Dans une petite maison

Il entre sans frapper

Et pour se réchauffer

Et pour se réchauffer

S'assoit sur le poêle rouge

Et d'un coup disparaît

Ne laissant que sa pipe

Au milieu d'une flaque d'eau

Ne laissant que sa pipe

Et puis son vieux chapeau.

## Ouvrage pour enfant
En 2014, ce poème a inspiré un ouvrage pour enfants illustré par Jacqueline Duhême.